# Theilera
Theilera – rodzaj roślin z rodziny dzwonkowatych. Obejmuje dwa gatunki występujące w Południowej Afryce – w Kraju Przylądkowym. 

## Morfologia
PokrójPółkrzewy z liśćmi skupionymi w pęczkach. Kwiaty siedzące, wyrastają pojedynczo w kątach liści. Korona zrosłopłatkowa, walcowata, łatki na końcach krótsze od rurki. Pręciki schowane wewnątrz rurki z cienkimi nitkami, nieprzyrośniętymi do korony. Pylniki krótsze od nitek. Zalążnia trój-, rzadziej czterokomorowa z wystającą z korony szyjką słupka. Owocami są torebki otwierające się trzema klapami.

## Systematyka
Pozycja systematyczna
Rodzaj z rodziny dzwonkowatych Campanulaceae klasyfikowany w jej obrębie do podrodziny Campanuloideae. Gatunki tu zaliczane bywają włączane do rodzaju walenbergia Wahlenbergia.
Wykaz gatunków
- Theilera guthriei (L.Bolus) E.Phillips
- Theilera robusta (A.DC.) Cupido